# Thiofenol
Thiofenol of benzeenthiol is een organische zwavelverbinding, die voorkomt als een kleurloze vloeistof met een zeer doordringende, voor de meeste mensen zeer onaangename geur. De chemische structuur is vergelijkbaar met die van fenol, waarbij het zuurstofatoom in de hydroxylgroep (-OH) vervangen is door een zwavelatoom.
Thiofenolen zijn organische verbindingen waarin een thiolgroep (-SH) via een covalente binding verbonden is aan een benzeenring. Dergelijke verbindingen worden onder meer gebruikt als polymerisatie-inhibitoren en antioxidantia, en als tussenproduct bij de synthese van kleurstoffen en gewasbeschermingsmiddelen.

## Synthese
Thiofenol kan bereid worden door de reductie van benzeensulfonzuur met elementaire fosfor en met di-jood als katalysator, door reductie van het overeenkomstig sulfonzuurchloride, benzeensulfonylchloride, met fijn zinkstof in geconcentreerd zwavelzuur, of door deze reductie met waterstofgas uit te voeren op een palladiumkatalysator.

## Toxicologie en veiligheid
Thiofenol is een ontvlambare vloeistof.
De stof is irriterend voor de ogen, de huid en de luchtwegen. De stof kan door de huid opgenomen worden. Herhaald of langdurig huidcontact kan huidontsteking veroorzaken.